# Interconviction
 (juillet 2020).
Si vous disposez d'ouvrages ou d'articles de référence ou si vous connaissez des sites web de qualité traitant du thème abordé ici, merci de compléter l'article en donnant les références utiles à sa vérifiabilité et en les liant à la section « Notes et références ».
 (juillet 2020).
Le néologisme interconvictionnel, ainsi que le substantif interconvictionnalité qui en découle , dont l’usage ne remonte guère à plus d’une vingtaine d’années, est employé pour qualifier les dialogues, pratiques et institutions ayant pour objet spécifique d’organiser la rencontre entre des personnes de convictions différentes, se réclamant de traditions religieuses (juives, chrétiennes, musulmanes, bouddhiques, etc.) ou philosophiques (humanisme, agnosticisme, athéisme, etc.)[2]. L’interconvictionnel ne doit donc pas être confondu avec l’interreligieux ni avec l’interconfessionnel.

## La conviction - Discernements sémantiques
En français, le substantif « conviction » a deux usages assez nettement définis. D’abord un usage juridique, vieilli, celui que l’on retrouve dans l’usage « pièce à conviction », qui signifie preuve susceptible d’établir la culpabilité d’un prévenu. C’est du second usage qu’il sera question ici. La conviction, c’est un assentiment de l’esprit consistant à tenir pour vraie une affirmation, appuyée sur des justifications jugées suffisantes pour entraîner l’adhésion. Cette signification couvre, dans la langue française, l’espace sémantique compris entre une limite supérieure qui est la certitude, l’assurance inébranlable, et une limite inférieure, celle de la simple opinion. La conviction est une approbation acquise au terme d’un examen réfléchi, assez ferme pour justifier l’engagement pour une cause, mais n’excluant pas totalement toute trace de doute ou au moins la possibilité d’une remise en question.
C’est un assentiment de l’esprit tout entier, non de la seule raison. La conviction n’est pas le savoir, dont la caractéristique est la certitude objective. Elle est bien un acte de tenir-pour-vrai, une créance — au sens où Descartes parlait de tenir en sa créance — mais elle comporte aussi un engagement de la volonté, désir du bien, dans la mesure où l’objet de la conviction suscite l’aspiration et engendre une inclination, un goût. La conviction dit plus que la persuasion, laquelle ne repose que sur un assentiment subjectif jugé suffisant présentement pour moi, mais non susceptible d’entraîner l’adhésion de tous. Cependant, elle dit beaucoup plus que l’opinion qui est une créance faible, incertaine, réfutable, n’ayant pas fait l’objet d’un examen critique suffisant. La conviction concerne de larges domaines de l’existence personnelle et sociale. On parlera à juste titre de convictions en matière de conduites, de mœurs, de convictions morales, politiques, sociales, de convictions religieuses ou spirituelles.
Il semble que la « conviction » française puisse être correctement traduite par l’Überzeugung allemande. L’Überzeugung est plus que l’Überredung (persuasion), beaucoup plus que la simple Meinung (opinion), mais beaucoup moins que le Wissen, le savoir marqué par la Gewissheit (certitude) ou la Sicherheit (sûreté). Les découpages sémantiques de la langue anglaise ne s’effectuent pas précisément selon les mêmes occurrences d’usage qu’en français. Dans le domaine ici concerné, les traductions anglaises sont incertaines, risquées. L’anglais conviction traduit mal la « conviction » française. La moins mauvaise traduction est sans doute l’anglais belief, qui traduit aussi le français « croyance ».

## La naissance et le développement de l' interconviction
Cette désignation d'interconvictionnalité résulte de changements profonds de mentalité et d’attitudes accomplis par des groupes de convictions religieuses aussi bien que par des groupes non confessionnels, qui se sont proposés d’organiser ensemble un dialogue ouvert, sans exclusive et respectueux de chacun. C’est cette pratique nouvelle qui a pris le nom de dialogue interconvictionnel. L’acquisition d’une approche interconvictionnelle modifie profondément l'état d'esprit et le comportement des individus qui s’y livrent, mais aussi la vie des divers groupes de la société civile et l’organisation des institutions politiques. Elle engage l'émergence d’une culture nouvelle, personnelle aussi bien que collective. C’est notamment dans le domaine de la délibération citoyenne et de l'élaboration des politiques publiques que sont appelées à se développer des pratiques et des institutions interconvictionnelles, d’abord au sein de la société civile, mais aussi dans le domaine de la vie politique nationale, et au niveau des institutions européennes.

### La naissance et le développement de la conviction
Loin d’être une disposition banale de l’esprit, la conviction représente une forme élevée de la conscience. Elle est toujours l’enjeu d’une conquête et n’est acquise qu’au prix d’une lutte contre les évidences simplistes ; elle exige une vigilance critique renouvelée. La conviction s’oppose au préjugé, même si l’on comprend ce dernier terme, avant son sens péjoratif, dans sa signification primitive de « pré-jugé », d’opinion reçue toute faite antérieure au jugement personnel.
En effet, chacun trouve en lui, déposés par les conditions de sa naissance, par sa famille, par son milieu social, par la première éducation, par les circonstances de son développement, tout un riche ensemble d’idées, de stéréotypes, de jugements tout faits, de formes d’appréhension des choses et des êtres, de réprobations et d’approbations, de valeurs, qui semblent d’abord aller de soi. Ce que chacun découvre ainsi en soi comme héritage, il lui appartient, dans un choix libre et inaliénable qui le constitue comme esprit, de le juger, de le refuser ou de l’adopter comme sien. Nous ne naissons à nous-mêmes, en notre identité de femme ou d’homme, qu’en procédant au filtre réflexif d’un examen, d’un discernement, d’une critique personnelle que personne ne peut faire à notre place.
La transition du préjugé à la conviction est l’émancipation. Le mouvement qui fait passer de l’ignorance à la connaissance, du préjugé à la conscience personnelle, est l’œuvre de l’éducation, qui dans nos sociétés complexes est dévolue à la famille, à l’école, et à ce que l’on appelle volontiers le tiers-lieu éducatif, constitué des divers espaces de la société civile, monde associatif, systèmes médiatiques, presse, radio, télévision, internet, etc. Cette tâche émancipatrice de l’éducation, au sens le plus large, se poursuit tout au long de l’existence avec la vie de la culture : elle n’est jamais achevée, car elle est inachevable. Cette caractéristique d’inachèvement confère nécessairement à nos convictions un certain caractère de provisoire. Aussi stables, assurées, résolues soient-elles, les convictions conserveront une marque de fragilité, une touche d’incertitude. Seule cette caractéristique préserve la conviction de devenir ce qui lui ressemble tant et qui est pourtant son exact opposé : le dogmatisme, le sectarisme, voire le fanatisme. La conviction suit une difficile ligne de crête entre le préjugé et le dogmatisme.

## L’épreuve de la conviction: la confrontation avec l’autre
C’est pourquoi il faut à la conviction le seul espace dans lequel elle puisse se forger et se développer : c’est l’autre conviction, la conviction d’autrui, une conviction différente, voire opposée. Hors de cet espace, elle ne peut que se durcir, se dénaturer, se pervertir. Les espaces dans lesquels s’accomplit cette confrontation sont pour la conviction le prolongement nécessaire de ceux dans lesquels ont été inaugurés, puis poursuivis l’émancipation et son approfondissement par la culture.
Est en danger de mort la conviction qui se soustrait à la rencontre de l’autre, à la critique qu’apportent la différence et l’altérité, et qui évite la confrontation avec la conviction contraire. Avant d’être une nécessité de la vie collective et une condition de l’action politique menée au sein de nos sociétés pluralistes, le dialogue interconvictionnel est d’abord le milieu vital de la conviction, le lieu de sa vérification, sa sauvegarde.
Pourtant, il ne faut pas se leurrer : la confrontation interconvictionnelle est une véritable épreuve. Celles et ceux qui s’y adonnent avec loyauté et sincérité, dans le plein souci de faire vérité, en savent les difficultés, les vicissitudes, les exigences. Remettre en jeu des convictions chèrement acquises laisse rarement inentamé celui qui s’y livre. Car les convictions sont, le plus souvent, liées à l’essentiel : au sens que l’on tente de donner à son existence. Beaucoup d’entre elles constituent des composantes de notre identité. Le dialogue interconvictionnel est toujours confrontation, il est vite en danger de virer au conflit. L’expérience déjà longue des « dialogues interreligieux » est éloquente à cet égard.
L’acquisition personnelle d’un comportement interconvictionnel modifie en profondeur aussi bien la relation à autrui que la conscience de soi. Elle élargit mon ouverture à l’autre en stimulant mon désir de le reconnaître tel qu’il est, en même temps qu’elle avive mon désir d’être reconnu jusque dans mes convictions premières. Ainsi cette reconnaissance mutuelle, qui est beaucoup plus que la simple tolérance, est-elle le fondement des relations interpersonnelles et des rapports sociaux. Elle constitue l’indispensable ciment d’un bien-vivre ensemble qui respecte ce que la culture francophone appelle la « laïcité » et que les autres nations d’Europe rencontrent aussi sous la forme de quelques grands principes dont la mise en œuvre, variable selon les pays, assure la paix sociale : liberté de pensée et de conscience, comportant la liberté d’avoir ou de ne pas avoir de religion, liberté de pratique publique de la religion, principe de non-discrimination en fonction de sa religion ou de ses convictions philosophiques, principe de neutralité de la puissance publique, principe de séparation et d’autonomie réciproque entre l’État et les institutions de conviction.

## Les exigences de l’action collective: la conviction partagée
Dès qu’il entreprend de participer à la vie collective et donc de se mesurer à la dure réalité sociale et politique, la femme ou l’homme de conviction ne peut demeurer solitaire. L’association avec d’autres s’impose. Pour agir, il lui faut se regrouper avec d’autres, par affinité ou par souci d’efficacité, selon les priorités qu’il discerne et les projets qu’il entend poursuivre. L’action humaine et la vie politique se mènent sous la condition de pluralité. La philosophe Hannah Arendt l’a fortement exprimé. Dans La condition de l’homme moderne, elle écrit : «La pluralité est spécifiquement LA condition – non seulement la condition sine qua non, mais encore la condition per quam – de toute vie politique. […] Et cela parce que nous sommes tous pareils, c’est-à-dire humains, sans que jamais personne ne soit identique à un autre humain ayant vécu, vivant ou encore à naître ».
Ainsi la constitution de groupes de conviction, qu’ils soient sur la base de références religieuses ou d’inspiration humaniste ou philosophique, n’est pas seulement une liberté fondamentale, codifiée sous le nom de liberté d’association ; elle n’est pas seulement non plus une nécessité liée à la condition de pluralité et à la recherche d’efficacité, elle est surtout une chance, une expression de vitalité de la société civile, de liberté pour ses institutions politiques — finalement pour la vie démocratique elle-même.

### L’acquisition collective d’une compétence interconvictionnelle
La pratique interconvictionnelle comporte ainsi un risque personnel : il réclame donc de ceux qui l’entreprennent un apprentissage réfléchi et prolongé. Il en est de même pour le groupe qui se propose d’agir collectivement en engageant, selon la mesure et la délimitation requises, les convictions de ses membres : il demande une pédagogie particulière, concertée, qui intègre, selon les lois de l’interaction propre à la vie associative, des apprentissages de chacun des partenaires. En transposant les études de M.J. Bennett concernant l’acquisition de la compétence interculturelle, on peut dresser une typologie sommaire des dispositions adoptées vis-à-vis des convictions d’autrui ; le cheminement de l’une à l’autre de ces dispositions dessine les stades successifs de l’acquisition d’une compétence interconvictionnelle :
- Le premier stade est l’ignorance de la différence convictionnelle : on vit dans un milieu d’évidences partagées, dans lequel on n’imagine même pas qu’on puisse croire différemment. Cette situation, devenue exceptionnelle dans nos sociétés occidentales traversées de systèmes médiatiques complexes, peut encore être rencontrée dans des micro-communautés vivant isolées.
- Le stade suivant est celui du déni des différences convictionnelles. Si ces différences commencent à être pressenties ou entrevues, elles sont désavouées ou déniées. Selon les contextes de communication ou les situations d’action, ce déni peut n’avoir aucun inconvénient ou au contraire être gravement dommageable.
- Le troisième stade est atteint avec la dévalorisation des convictions d’autrui. Elle est une attitude défensive, fréquente. La conviction différente ou opposée à la mienne est immédiatement interprétée comme un ‘écart’ vis-à-vis de la mienne, érigée en norme. Elle s’exprime le plus souvent par un classement sociologique en ‘eux’ et ‘nous’, assorti d’une hiérarchie de valeur, « nous » valant mieux qu’« eux ».
- Le stade suivant se caractérise par la minimisation des différences de conviction, considérées comme de peu d’importance et donc facilement mises à l’écart. On mettra aisément en exergue les similitudes qui renvoient à un univers familier, et on en appellera vite à un dénominateur commun, de contenu imprécis, reposant par exemple sur des besoins humains fondamentaux. La singularité convictionnelle est inaperçue, notamment par les tenants des convictions dominantes.
- Le cinquième et dernier stade est celui de la reconnaissance mutuelle de la singularité des convictions. Le souci commun devient explicitement éthique, voire politique : en l’absence d’une référence transcendante commune, comment mettre en œuvre des comportements respectueux des convictions différentes afin d’atteindre ensemble l’objectif que l’on s’est fixé ? C’est le temps de la reconnaissance mutuelle : celle-ci est animée par :

1. l’acquisition d’une certaine distance critique vis-à-vis de soi-même,
2. l’empathie qui permet à chacun de passer de sa propre perspective à celle de l’autre, des autres, et 3°) l’aptitude à conformer son agir à cette nouvelle compréhension. C’est l’accomplissement de cette attitude qui mérite vraiment d’être appelée « interconvictionnelle ».

## Pratiques interconvictionnelles dans l’espace public

### Dans les nombreuses organisations de la société civile
La mise en œuvre de pratiques interconvictionnelles est appelée, de par sa nature propre, à structurer ou faire progresser le fonctionnement de nombreuses organisations collectives, privées ou publiques. Son champ d’application est, évidemment, d’abord celui des diverses associations qui animent la société civile. C’est surtout dans le domaine de la délibération citoyenne et de l’élaboration des politiques locales et régionales que les pratiques et les institutions interconvictionnelles manifestent leur utilité ou même leur nécessité. Les progrès d’une culture interconvictionnelle ont vocation à renouveler les démarches de la démocratie participative .
Certes, la vie civique ou politique instaure son ordre propre : elle poursuit ses finalités spécifiques qui dépassent de multiples façons la perspective de l’interconvictionnalité telle qu’elle se trouve ici définie. Les thèmes et les buts que vise une participation démocratique n’appellent pas toujours l’engagement des convictions fondamentales des citoyens. Pourtant beaucoup de décisions politiques concernent la vie de chacun et mettent en jeu leurs convictions morales : typiquement, ce sont les questions éthiques, celles relatives à la vie, à la naissance, à la fin de vie, etc. — mais aussi des questions sociétales comme celles posées par la présence des religions dans l’espace public, et bien d’autres. À cet égard, beaucoup d’observateurs avisés soulignent un certain épuisement de la démocratie représentative, qui demeure pourtant la forme légitime de nos institutions politiques. De nouvelles formes de participation cherchent à mieux associer le citoyen à l’élaboration de la décision politique ou même à la prise de décision elle-même. C’est ici que les avancées d’une culture interconvictionnelle sont susceptibles de révéler toute leur fécondité, tant au sein de la vie nationale qu’au niveau des instances européennes.

### Au sein de la vie politique nationale
L’implication des citoyens dans les politiques publiques, notamment au travers des organisations non-gouvernementales (ONG), se pose aux divers niveaux de pouvoir qui structurent la vie publique nationale. On constate actuellement une tendance des pouvoirs locaux, régionaux et nationaux à souhaiter une participation accrue des divers acteurs de la société civile, grâce aux outils modernes de la gouvernance démocratique, et, ce faisant, à développer la participation des citoyens à la vie publique. C’est à toutes les étapes de la prise de décision politique que peuvent être introduites de nouvelles pratiques interconvictionnelles.
Qu’il s’agisse de l’information préalable au lancement d’un projet, – qu’il s’agisse de la consultation de la population ou auprès d’experts, ou de concertation soucieuse de prendre réellement en compte les observations formulées (allant jusqu’aux grands « débats publics » d’ampleur régionale ou nationale), – que soit entreprise une véritable négociation en vue de rechercher un consensus, s’il est possible, ou des compromis acceptés d’un commun accord — ou, forme plus achevée encore, que soit engagée un partenariat comportant des responsabilités partagées ou la délégation de tâches concrètes (à une ONG par exemple) — toutes les étapes d’un processus décisionnel, toutes les formes de gouvernance démocratique n’offriront de garanties d’impartialité d’équité et de représentativité que par la mise en œuvre de procédures, adaptées à chaque cas, loyalement interconvictionnelles.

### Au niveau des instances européennes
Il peut en être de même au niveau des diverses instances européennes. La construction de l’Europe, aux yeux de beaucoup, souffre d’un déficit de démocratie : elle ne saurait se poursuivre sans instituer, de manière beaucoup plus organique, l’apport irremplaçable de ces groupes interconvictionnels que sont les OING, les diverses associations qui luttent contre les inégalités, les injustices ou les discriminations, les ligues travaillant pour des objectifs précis ou de nouveaux droits.
Les deux traités de Lisbonne, qui codifient actuellement le fonctionnement des institutions de l’Union européenne, ont reconnu, dans son principe, la nécessité d’une participation accrue de la société civile et de ses associations dans la conduite des affaires européennes. L’article 11 de la version consolidée du TUE stipule que « les institutions de l’Union donnent, par les voies appropriées, aux citoyens et aux associations représentatives la possibilité de faire connaître et d’échanger publiquement leurs opinions dans tous les domaines d’action de l’Union » (§1), et  « Les institutions entretiennent un dialogue ouvert, transparent et régulier avec les associations représentatives et la société civile » (§2). L’article 17 de la version consolidée du TFUE, (§3) stipule que « reconnaissant leur identité et leur contribution spécifique, l’Union maintient un dialogue ouvert, transparent et régulier avec ces églises et organisations. » 
Pourtant, reconnue dans son principe, la nécessité d’une participation accrue des divers acteurs de la société civile à l’élaboration des politiques de l’UE n’a pas reçu de traductions institutionnelles dignes de ce nom. Tout, ou presque, reste à créer dans ce domaine. Alors que le Conseil de l’Europe a, par l’institution d’organismes effectivement intégrés à son fonctionnement, comme la Conférence des organisations internationales non gouvernementales dotée d’un statut participatif, rien de tel n’existe au sein des instances politiques de l’UE. La seule traduction du « dialogue ouvert, transparent et régulier » prévu par les traités de Lisbonne s’est jusqu’ici limitée, pour le président de la Commission européenne, à une rencontre annuelle : avec des représentants des églises et autorités religieuses au cours d’une brève matinée, et, rencontre soigneusement à part, l’après-midi, avec quelques représentants d’associations non-confessionnelles, choisis d’après des critères discrétionnaires.
Il appartient aux diverses institutions européennes, en application des articles du traité, de mettre en œuvre des pratiques de consultation réellement interconvictionnelles. Le développement de nouvelles formes de pratiques et d’institutions interconvictionnelles est de nature à pallier le déficit de démocratie particulièrement ressenti par la population. Cette nouvelle forme de gouvernance ne sera réalisée, selon de véritables exigences interconvictionnelles, que sous un certain nombre de conditions : il faut — outre le respect des principes démocratiques fondamentaux — une vraie volonté politique, une législation appropriée, des procédures claires et précises, un soutien et des ressources à long terme pour une société civile durable.
Les pratiques interconvictionnelles apparaissent aujourd’hui à certains observateurs comme une nécessité historique au sein des sociétés pluralistes européennes ; il serait urgent de les ériger en méthodes rénovées d’information, de délibération et de préparation aux décisions politiques, et auraient donc vocation à inspirer l’invention d’une véritable culture interconvictionnelle.